# Karstadt

Logo de Galeria Karstadt Kaufhof depuis le 25 mars 2019

Karstadt Warenhaus GmbH est une entreprise allemande, de vente par correspondance via ses catalogues Quelle et Neckermann. Le groupe s'appelle désormais Arcandor. La société Karstadt a déposé le bilan le 9 juin 2009.
Le 25 mars 2019, Karstadt & Galeria Kaufhof a présenté le nouveau logo de leur société fusionnée, Galeria Karstadt Kaufhof. Ils ont également lancé leur nouveau site Web, galeria.de, ce jour-là.

## Histoire
La filiale française Quelle (principalement sise à Saran, dans le Loiret), renommée Quelle - la Source puis la Source - Quelle, a été revendue en 2007 à un fonds d'investissement (Aurélius) qui s'est trouvé défaillant en juillet 2008. La Source - Quelle a été placée en redressement judiciaire, puis rachetée par les 3 Suisses en mars 2010 à la suite de ce dépôt de bilan. Elle reprend ensuite son nom d'origine. 
Le 8 octobre 2010, plus de 500 anciens salariés de la société réclament 12,5 millions d'euros de dédommagements au fonds d'investissement allemand Aurelius. Ils obtiennent gain de cause en juin 2012 par un jugement du Tribunal de commerce d'Orléans avec le versement de plus de 2,5 millions d'euros d'indemnisation. 
Le 8 décembre 2011, le Groupe 3 Suisses International annonce sa décision de fermer Quelle définitivement pour raisons économiques. Le site Internet cesse de fonctionner le 24 janvier 2012.

## Filiales
- La chaîne allemande de magasins de disques World of Music
- Neckermann GmbH
- La filiale voyage Thomas Cook AG.